# Acropogon dzumacensis
Acropogon dzumacensis är en malvaväxtart som först beskrevs av André Guillaumin, och fick sitt nu gällande namn av P. Morat. Acropogon dzumacensis ingår i släktet Acropogon och familjen malvaväxter. Inga underarter finns listade i Catalogue of Life.